# Gradina Korenička
Gradina Korenička falu Horvátországban Lika-Zengg megyében. Közigazgatásilag Plitvička Jezerához tartozik.

## Fekvése
Otocsántól légvonalban 40 km-re, közúton 48 km-re délkeletre, községközpontjától Korenicától 1 km-re délkeletre az 1-es számú főút mentén fekszik.

## Története
A Gradina nevű dombon állt egykor Korenica vára, mely a korbáviai grófok birtoka volt. Első említését abban az adománylevélben találjuk, melyben Miklós, Péter, György és Miklovus korbávaiai grófok 1489 márciusában korenicai kastélyuk mellett ("na kašteli nam v Korenici") egy malmot adományoznak egy bizonyos Utišević Ferencnek.
A szerb lakosságú falu lakóinak ősei a 17. században a török által megszállt területről vándoroltak be ide. A korenicai pravoszláv parókiához tartoztak. 1890-ben 242, 1910-ben 204 lakosa volt. A trianoni békeszerződés előtt Lika-Korbava vármegye Korenicai járásához tartozott. Ezt követően előbb a Szerb-Horvát-Szlovén Királyság, majd Jugoszlávia része lett. 1991-ben a független Horvátország része lett, de szerb lakossága még az évben Krajinai Szerb Köztársasághoz csatlakozott. A horvát hadsereg 1995. augusztus 6-án a Vihar hadművelet keretében foglalta vissza a község területét. A falunak 2011-ben 74 lakosa volt.

## Lakosság
| Lakosság változása | Lakosság változása | Lakosság változása | Lakosság változása | Lakosság változása | Lakosság változása | Lakosság változása | Lakosság változása | Lakosság változása | Lakosság változása | Lakosság változása | Lakosság változása | Lakosság változása | Lakosság változása | Lakosság változása | Lakosság változása |
| ------------------ | ------------------ | ------------------ | ------------------ | ------------------ | ------------------ | ------------------ | ------------------ | ------------------ | ------------------ | ------------------ | ------------------ | ------------------ | ------------------ | ------------------ | ------------------ |
| 1857               | 1869               | 1880               | 1890               | 1900               | 1910               | 1921               | 1931               | 1948               | 1953               | 1961               | 1971               | 1981               | 1991               | 2001               | 2011               |
| 0                  | 0                  | 0                  | 242                | 265                | 204                | 192                | 163                | 133                | 132                | 130                | 124                | 119                | 112                | 126                | 74                 |

(1880-ig lakosságát Korenicához számították.)

## Nevezetességei
- A főút mellett még emeletnyi magasságban állanak az 1842-ben épített korenicai szerb pravoszláv templom romjai.[4] A Szent Mihály és Gábriel arkangyalok tiszteletére szentelt pravoszláv templomot 1943-ban felgyújtották, minden értéke és teljes levéltára megsemmisült. A templomot már nem építették újjá, tető és toronysisak nélkül csonkán állanak falai. Parókiájához Vranovača, Vrpile, Ponori, Oravan, Šeganovac, Mihaljevac, Jasikovac, Gradina és Kelebovac falvak tartoznak.

- A Gradina nevű magaslaton még láthatók a korbáviai grófok várának maradványai.

- A Gradina lelőhely keleti lejtője alatt, Korenica déli bejáratánál található a Crkvina nevű lelőhely. Itt, valószínűleg egy középkori templom maradványai felett lakóházak épültek, amelyek közül a régebbi romos állapotban van, az újabb pedig jelenleg elhagyatottan áll.[5]